# Pablo y Andrea (banda sonora)
Pablo y Andrea es la banda sonora de la telenovela homónima de 2005, interpretada por Danna Paola e incluye la participación de Jorge Trejo y Jesús Zavala. El disco se lanzó el 29 de agosto de 2005 a través de Universal Music México y obtuvo una gran recepción comercial entre el público infantil mexicano.
Paola interpreta en solitario 10 de las 13 canciones del álbum.

## Sencillos
Del disco se desprende el tema «Junto a ti», primer sencillo, del cual la producción de la telenovela grabó un video que fue estrenado el 5 de septiembre de 2005, que debido a diversas circunstancias había sido pospuesto.
El video fue grabado en el foro de Televisa San Ángel, el cual cuenta una historia en la que el amor y la amistad de Pablo y Andrea se unen a través de un oso de peluche, que según palabras de Danna la canción está llena de emociones e ilusiones.
El video fue dirigido por Gilberto Macil y Roberto Damico, el cual fue proyectado el terminar las emisiones de la telenovela de lunes a viernes.

## Lista de canciones
1. Pablo y Andrea - Danna Paola
2. Chiquita pero picosa - Danna Paola
3. Junto a ti - Danna Paola
4. Queremos la medallita - Danna Paola/Carlos Espejel/Luís Camarena Niehus/Rafael Perrin
5. Nadie como tú - Guillermo Capetillo/Danna Paola
6. Estrellada - Danna Paola
7. Un sol para ti - Danna Paola
8. La chica yeye - Danna Paola
9. Lo que siento - Danna Paola/Jesús Zavala/Jorge Trejo/Rodrigo Llamas
10. Mocho y Muno - Danna Paola/Horacio Marano/Nadietka
11. Fachas - Danna Paola
12. Andrea y la medalla - Danna Paola
13. Pablo y Andrea (versión pop) - Danna Paola